# 五號鎮區 (堪薩斯州魯克斯縣)
五號鎮區（英語：Township 5）為美國堪薩斯州魯克斯縣轄下的鎮區。2010年美国人口普查中該鎮區人口有59人。

## 地理
五號鎮區涵蓋總面積為276.76平方（106.86平方英里），其中276.62平方（106.80平方英里）為陸地，0.13平方（0.050平方英里）或0.05%為水域。海拔高度659（2,162英尺）。

## 人口統計
根據2010年美國人口普查，五號鎮區人口有59人，住房37戶，人口密度為0.21人/每平方公里。此鎮區居民之種族中，白人有57人，非裔美國人有0人，美洲原住民有1人，亞裔美國人有0人，太平洋島裔美國人有0人，其他種族有0人，混血種族則有1人。此外此鎮區有3人為西班牙裔或拉丁裔美國人。

## 交通

### 主要公路
- 24號美國國道